# جغرافیای تونگا

موقعیت تونگا در اقیانوسیه

کشور جزیره‌ای تونگا در اقیانوسیه واقع شده‌است. تونگا مجمع الجزایر کوچکی در اقیانوس آرام جنوبی، مستقیماً در جنوب ساموآ و حدود دو سوم راه از هاوایی به نیوزیلند است. تونگا دارای ۱۶۹ جزیره است که ۳۶ مورد از آنها مسکونی است که در سه گروه اصلی - واوائو، هاآپای و تونگاتاپو - قرار دارند و یک خط شمالی-جنوبی به طول ۸۰۰ کیلومتر (۵۰۰ مایل) را پوشش می‌دهند. مساحت کل این کشور تنها ۷۴۷ کیلومتر مربع (۲۸۸ مایل مربع) است. به دلیل پراکندگی جزایر، تونگا دارای چهلمین منطقه انحصاری اقتصادی با ۶۵۹٬۵۵۸ کیلومتر مربع (۲۵۴٬۶۵۷ مایل مربع).
بزرگترین جزیره، یعنی تونگاتاپو، که پایتخت کشور یعنی شهر نوکوآلوفا در آن قرار دارد، ۲۵۷ کیلومتر مربع (۹۹ مایل مربع) مساحت دارد. از نظر زمین‌شناسی جزایر تونگا دو نوع هستند: بیشتر آن‌ها دارای پایه سنگ آهکی هستند که از سازندهای مرجانی برآمده تشکیل شده‌است. برخی دیگر از سنگ آهک هستند که یک پایه آتشفشانی را پوشانده‌اند.

## آب و هوا
آب و هوای این جزایر، گرمسیری با یک دوره گرم مشخص از دسامبر تا آوریل است که در طی آن دما به بالای ۳۲ درجه سلسیوس (۸۹٫۶ درجه فارنهایت) می‌رسد. یک دوره سردتر از ماه مه تا نوامبر وجود دارد، با افزایش دما به ندرت از ۲۷ درجه سلسیوس (۸۰٫۶ درجه فارنهایت). دما از ۲۳ تا ۲۷ درجه سلسیوس (۷۳٫۴ تا ۸۰٫۶ درجه فارنهایت) افزایش می‌یابد و با حرکت از تونگاتاپو در جنوب به جزایر شمالی تر نزدیک به استوا، میزان بارندگی سالانه بین ۱٬۷۰۰ تا ۲٬۹۷۰ میلیمتر (۶۶٫۹ تا ۱۱۶٫۹ اینچ) است. میانگین مرطوب‌ترین دوره حدود مارس ۲۶۳ میلیمتر (۱۰٫۴ اینچ) است. میانگین رطوبت روزانه ۸۰ درصد است. طوفان می‌تواند از اکتبر تا آوریل رخ دهد.

## زمین‌شناسی
تونگا اگرچه از نظر اداری به سه گروه اصلی هاآپای، تونگاتاپو و واوائو (به استثنای جزایر دورتر) تقسیم می‌شود، مجمع الجزایر تونگا در واقع از دیدگاه زمین‌شناسی از دو زنجیره موازی مختلف تشکیل شده‌است.
جزایر باختری، مانند آتا (که همچنین به عنوان جزیره پیلستارت شناخته می‌شود)، فونوآفوئو، توفوا، کائو، لاتائیکی، لاته، فونوآلئی، توکو، نیوآتوپوتاپو و تافاهی، قوس آتشفشانی تونگا را تشکیل می‌دهند و همه منشأ آتشفشانی دارند. . این جزایر از فرورانش صفحه اقیانوس آرام در حال حرکت به سمت غرب در زیر صفحه استرالیا-هند در درازگودال تونگا ایجاد شدند.

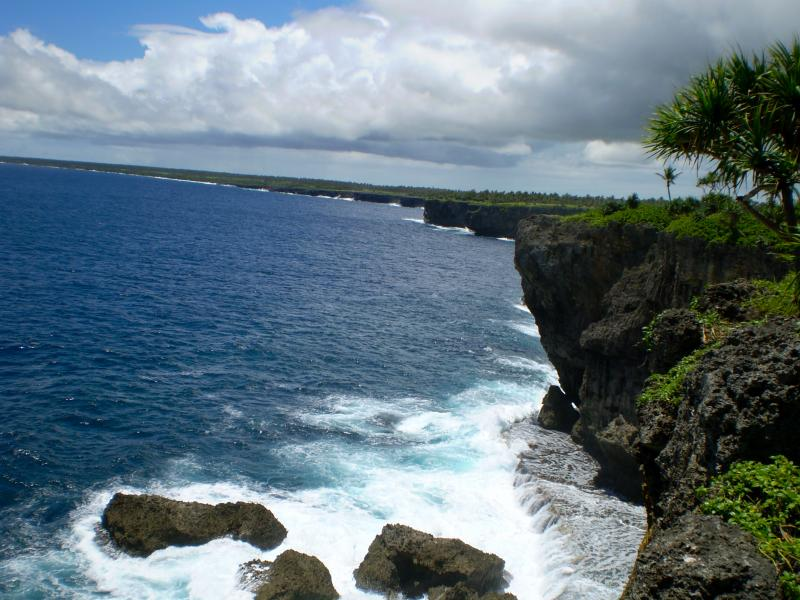
خط ساحلی در تونگا

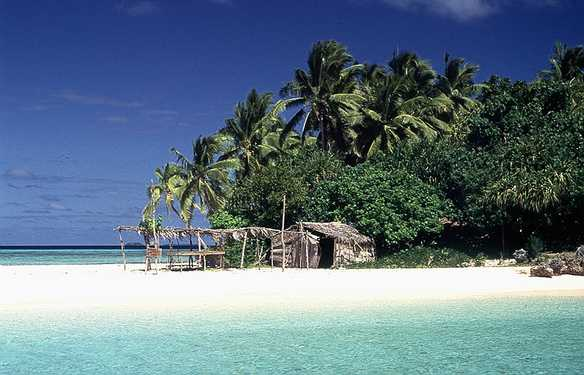
جزیره واوائو

جزایر تونگا در صفحه زمین‌ساختی استرالیا-هند درست در غرب درازگودال تونگا قرار دارند. این آتشفشان‌ها زمانی تشکیل می‌شوند که مواد در صفحه پایین‌رونده اقیانوس آرام گرم شده و به سطح بالا می‌روند. در این جزایر توسعه صخره‌های مرجانی محدودی وجود دارد، به جز نیواتوپوتاپو.
جزایر شرقی آتشفشانی نیستند و در بالای خط الراس عمدتاً زیرآبی تونگا قرار دارند که به موازات قوس آتشفشانی تونگا و درازگودال تونگا است. از میان این جزایر، تنها ائوآ به اندازه‌ای بالا رفته‌است که سنگ‌های آتشفشانی زیربنایی ائوسن خود را نشان دهد، بقیه یا جزایر کم‌آهک مرجانی (تونگاتاپو، واوائو، لیفوکا) یا جزایر شنی (اوئولِوا، "اوئیها» هستند. این جزایر توسط «یک هزارتوی حفاظتی و غنی از منابع از صخره‌های دیواری حاشیه‌ای، پیش‌بند و صخره‌های مانع فراساحلی» احاطه شده‌اند که از زمان ورود اولین مردمان لاپیتا در حدود ۹۰۰ سال قبل از میلاد، اکثر ساکنان تونگا را پشتیبانی می‌کنند.
قوس آتشفشانی تونگا در تأمین خاک آذرآواری آندزیتی برای جزایر روی خط الراس تونگا اهمیت داشته‌است که منجر به پیدایش خاک بسیار غنی شده که قادر به پشتیبانی از یک شبکه کشاورزی پر بازده و کم آیش بوده‌است. همچنین، آندزیت/بازالت حاصل از آتشفشان‌ها در ابتدا به عنوان «سنگ چکش، وزنه‌های بافندگی، سنگ پخت و پز و سنگریزه‌های تزئینی برای تزئین قبر» استفاده می‌شد. جزیره تفاهی در شمال دور، شیشه‌های آتشفشانی را برای ساکنان اولیه انسان فراهم می‌کرد.
در دسامبر ۲۰۱۴ و ژانویه ۲۰۱۵، یک جزیره آتشفشانی با ۱ کیلومتر عرض ۲ کیلومتر طول در مجاورت جزیره هونگا تونگا–هونگا هااپای در ۶۵ کیلومتری شمال غربی نوکوآلوفا ایجاد شد. فوران آتشفشانی جزیره جدید را تا بلندای ۱۰۰ متر رسانده و این پشته از خاکستر و قطعات سنگ بزرگ تشکیل شده‌است. از نظر آتشفشانی، تونگا فعالیت آتشفشانی متوسطی دارد. فونوآلئی (ارتفاع ۱۸۰ متر) در سال‌های اخیر فعالیت مکرری را نشان داده‌است، در حالی که نیوافئو (ارتفاع ۲۶۰ متر)، که آخرین بار در سال ۱۹۸۵ فوران کرد، باعث تخلیه اجباری ساکنان شد. دیگر آتشفشان‌های فعال تاریخی شامل لاته و توفوآ هستند. خطرات طبیعی شامل زمین لرزه و فعالیت‌های آتشفشانی در لاته‌ایکی و فونوآفوئوئو است.
منابع طبیعی اصلی شامل ماهی و خاک حاصلخیز است. مسئله مهم زیست‌محیطی فعلی جنگل‌زدایی است زیرا زمین‌های بیشتری برای کشاورزی و سکونت پاک می‌شود. آسیب به صخره‌های مرجانی ناشی از ستاره‌های دریایی و جمع‌آوری‌کننده‌های مرجانی و صدف. و شکار بی‌رویه جمعیت لاک‌پشت‌های دریایی بومی را تهدید می‌کند.

## گیاهان و جانوران

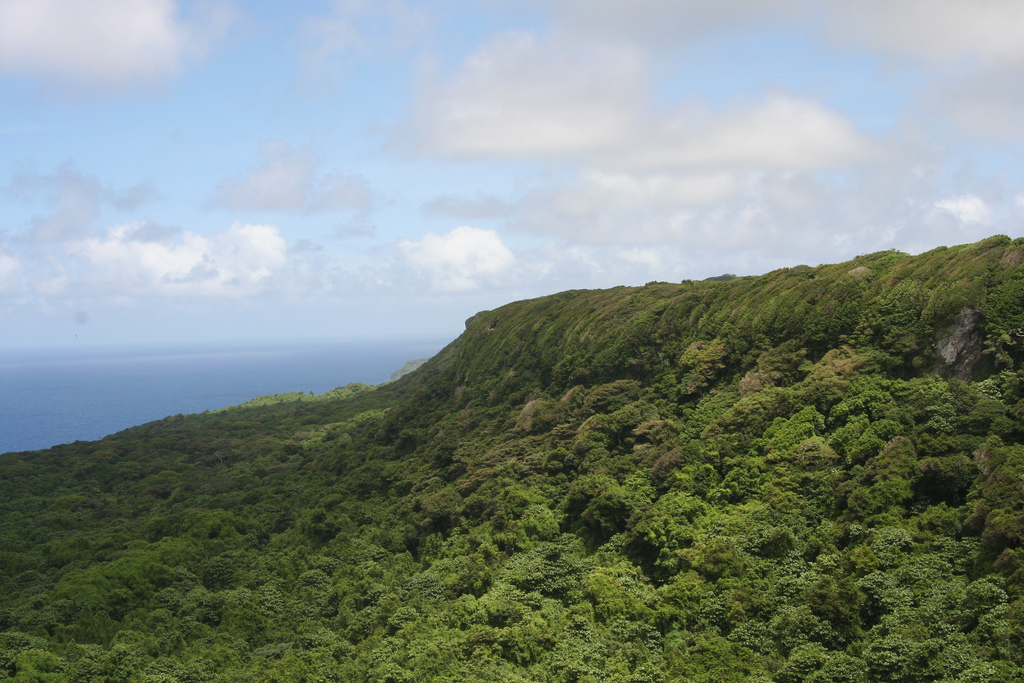
جزیره‌ تونگا

از آنجایی که تونگا از سایر نقاط جهان بسیار دور است و بیشتر از جزایر کوچک تشکیل شده‌است، تعداد کمی از پستانداران اصلی در تونگا وجود دارد. خفاش‌های میوه‌خوار از پستانداران کمی هستند که در تونگا زندگی می‌کنند. این خفاش‌ها هنگام غروب در جستجوی غذا پرواز می‌کنند، اما بدون پژواک. آنها منحصراً از شهد گیاهی، گرده، میوه و گل تغذیه می‌کنند. از دیگر گونه‌های جانوری معرفی شده توسط انسان در تونگا می‌توان به خوک، مرغ و سگ اشاره کرد.
جنگل‌های بارانی سرسبز، زمین‌های گلی و تالاب‌ها و صخره‌های پیرامون تونگا محل زندگی پرندگان و جانداران دریایی فراوانی هستند. جانوران تونگا شامل نهنگ گوژپشت، پرنده‌های ساحلی مانند سلیم طلایی خاوری و مرغابی سیاه آرام, بادقپک، پرستوی اقیانوس آرام، سرُدُرشت تونگا (هنگه‌نگا)، طوطی شهدخوار تاج‌آبی (هنگا) است.
یکی از گونه‌های منحصر به فرد موجود در جزایر، روباه پرنده (پکا) است. این جاندار را می‌توان در روز چسبیده به درختان بلند روستای کولووی در جزیره تونگاتاپو دید. طوطی قرمز و سبز روشن جزیره ائوآ که کوکی نامیده می‌شود، منحصر به این جزیره است، و این گروه از جزایر همچنین زیستگاه مرغ پابزرگ (مالاو) در معرض خطر است که تخم‌هایش را در خاک آتشفشانی داغ جزیره نیوافوئو می‌گذارد.
در زیر دریا، باغ‌های مرجانی زیبای تونگا مملو از ماهی‌های صخره‌زی استوایی رنگارنگ است. از ساحل، اغلب می‌توان ماهی‌های پرنده، دلفین‌ها، گرازهای دریایی و نهنگ‌های گوژپشت را مشاهده کرد. نهنگ‌های گوژپشت‌های بزرگ را اغلب می‌توان در بین ژوئن و نوامبر مشاهده کرد، مخصوصاً در آب‌های گرم جزایر واوائو.